# كيسي إدواردز
كيسي إدواردز (بالإنجليزية: Kasey Edwards)‏ هي كاتبة العمود وكاتِبة أسترالية، ولدت في 1976 في ملبورن في أستراليا.